# 墨西哥的幽灵
《墨西哥的幽灵》（法語：Un drame au Mexique）是法国小说家儒勒·凡尔纳创作的短篇小说，初版于1850年发表在《家庭娱乐》杂志，标题为“南美历史研究：墨西哥海军首支战舰”（法語：L'Amérique du Nord, études historiques: Les Premiers Navires de la marine mexicaine）。而后在1876年重写，并以现标题收录在《皇帝的密使》第二部分。

## 情节概要

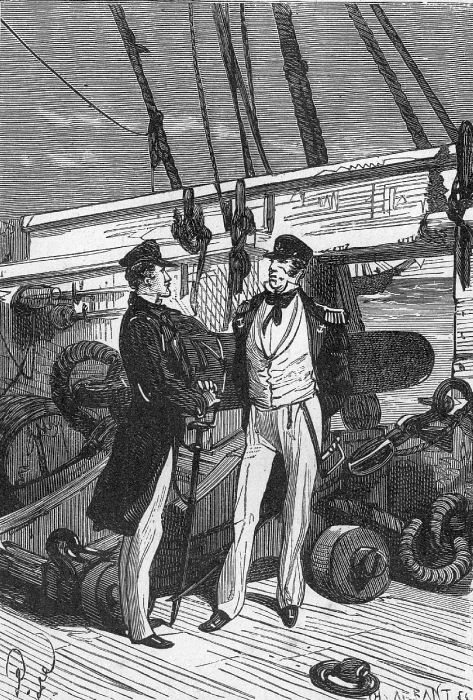
1876年版本故事插画

1825年10月，两艘西班牙海军军舰行驶在太平洋，恶劣的工作环境令船员们心生不满。趁船舶停靠关岛期间，中尉马丁内斯和水手何塞带领两艘军舰发动叛变。他们暗杀了船长，并计划将军舰卖给当时尚未拥有海军船舶的墨西哥政府。停靠墨西哥城市阿卡普尔科后，众人动身前往墨西哥城实施售卖计划。旅途中马丁内斯逐渐燃起恐惧之情，认为自己正被死去船长的忠诚部下追踪。于是在荒野中，黑暗笼罩下的暴雨夜，疯狂的马丁内斯杀害了同伙何塞，随后被他所害怕的人推入山洪淹死。

## 故事主题
- 背叛，由故事中的角色马丁内斯体现。相似的叛变角色还有《冰下冬居》中的安德烈·瓦兰。
- 墨西哥探险，关于墨西哥地理、动植物的描绘。
- 对当地土著“墨西哥人”的评论。
- 复仇。

## 主要角色
- 雅各布：康斯坦齐亚号工人领班
- 何塞：水手
- 马丁内斯中尉：康斯坦齐亚号战舰随船军官
- 唐·奥尔特瓦船长：康斯坦齐亚号战舰指挥官
- 准尉巴布洛：因马丁内斯违纪被停职，他取代了马丁内斯在军舰中的位置。
- 唐·罗克·德·古苏阿尔特船长：亚洲号战舰指挥官

### 战舰名称
- 康斯坦齐亚号：带有八尊舰炮的双轨横帆船
- 亚洲号：大型战舰

## 评价
与凡尔纳的其他小说一样，这篇小说也有两个版本。并且这两个版本之间差异巨大，以至于现今凡尔纳学者将这两个版本作为两篇独立文本研究。这篇小说是凡尔纳发表的首篇文学散文。《家庭娱乐》杂志总监皮埃尔·舍瓦利埃是凡尔纳好友，因此他为这位新晋作者留出了足够的创作自由。凡尔纳在这篇小说中表现出了强烈的浪漫主义风格，并标志了奇异旅行系列作品的开端。这些浪漫主义描绘包括“关于技术与地理的描写，詹姆斯·库珀式冒险，一对恶棍，以及最重要的，由四种元素引出的剧情高潮：水（暴雨和山洪）、空气（风暴）、土地（因地震而开裂的山峦）、火（火山喷出的烈焰）”。在皮埃尔·舍瓦利埃仁慈的应允下，凡尔纳甚至在作品中加入了一些色情暗示。此外，凡尔纳也未在文中回避暴力场面，其中最显眼的是唐·奥尔特瓦船长之死，以及故事末尾马丁内斯迷幻的精神错乱。
法国作家查爾斯-諾埃爾·馬丁在其文章中分析了凡尔纳早年作品中的浪漫主义倾向，并为这些早期作品不为人所知而感到痛惜。此外，这部小说也体现出凡尔纳作品中的种族主义问题。在第四章，何塞列举了他曾“仔细研究，并在有朝一日达成优势婚配”的种族混合方式。而在凡尔纳晚期作品《旅行基金》中，他使用了极不常见的（穆拉托人，黑白混血）这一概念，种族偏见贯穿了他的写作生涯。
1876年，在小说首次出版25年后，凡尔纳应编辑赫泽尔要求对该文本重新改写。因为赫泽尔认为即将出版的《皇帝的密使》篇幅过短，因此将重写后的《墨西哥的幽灵》作为第二部份加入此书。相比原版，凡尔纳简化了故事剧情，并删去了所有的浪漫主义描写（毕竟这位老派编辑掌握着凡尔纳将得到的稿酬）。

## 脚注
1. 1 2  Parution dans le Musée des Familles. Lectures du soir. 2e série. 8e tome. N° 10. Juillet 1851. Cf. Piero Gondolo della Riva: Bibliographie analytique de toutes les œuvres de Jules Verne. Tome I. Société Jules Verne. 1977
2. ↑  Olivier Dumas. Bulletin de la Société Jules Verne 96. Page 3.
3. ↑  Recherches sur la nature, les origines et le traitement de la science dans l'œuvre de Jules Verne, thèse de doctorat soutenue le 23 juin 1980 à la Sorbonne. Pages 245-252
4. ↑  Olivier Dumas. Bulletin de la Société Jules Verne 96.

## 相关书目
- Charles-Noël Martin : Préface. Éditions Rencontre. Tome 44. Lausanne. 1971.
- Marc Soriano : Préface : Portrait de l'artiste jeune. Gallimard. 1978.
- Olivier Dumas : Les Premiers navires de la marine mexicaine, version originale, revue et censurée pour Hetzel. Bulletin de la Société Jules Verne 96. 4e trimestre 1990.